# Acacia empelioclada
Acacia empelioclada är en ärtväxtart som beskrevs av Bruce R. Maslin. Acacia empelioclada ingår i släktet akacior, och familjen ärtväxter. Inga underarter finns listade i Catalogue of Life.